# Шелевицький Ігор Володимирович
Ігор Володимирович Шелевицький (17 травня 1963, Базальтове, Рівненська область — 22 серпня 2021, Київ) — доктор технічних наук, професор, фахівець у сфері радіоелектроніки, цифрового моделювання та інформаційних технологій.

## Професійна біографія
1980–1986 — навчався у Київському інституті інженерів цивільної авіації (нині — Національний авіаційний університет) за спеціальністю: «Технічна експлуатація авіаційного радіоелектронного обладнання».  
1988–1989 — працював на посаді інженера кафедри обчислювальної техніки в науково-дослідному комплексі Криворізького гірничорудного інституту. 1993–1997 — науковий співробітник у науково-виробничій фірмі «Технополіс», Криворізький інститут автоматики; директор приватного наукового підприємства «Сплайн». 
2000–2005 — доцент кафедри фінансових дисциплін Європейського університету.  
2005–2007 — доцент, професор кафедри економічної кібернетики Криворізького економічного інституту Київського національного економічного університету.  
2007–2011 — професор кафедри інформатики та прикладної математики, проректор з інформаційних технологій Криворізького державного педагогічного університету.  
2011–2016 — заступник директора з наукової роботи Криворізького педагогічного інституту ДВНЗ «Криворізький національний університет».  
2016–2021 — завідувач кафедри інформаційних технологій і моделювання, професор Криворізького економічного інституту Державного вищого навчального закладу «Київський національний економічний університет імені Вадима Гетьмана». 
2014 року заснував і був керівником громадської організації «Громадська Варта Криворіжжя».
Помер 22 серпня 2021 року в м. Київ. Похований у м. Кривий Ріг.

## Наукова діяльність
1989–1992 — навчався в аспірантурі Київського інституту інженерів цивільної авіації.  
1993 — захистив дисертацію на здобуття наукового ступеня кандидата технічних наук «Розробка та дослідження методів та алгоритмів обробки вимірювальної інформації в радіоелектронних системах управління повітряним рухом» за спеціальністю «Управління в технічних системах». 
1997–2000 — навчання в докторантурі Київського міжнародного університету цивільної авіації. 
2005 — захистив дисертацію «Сплайн-методи і засоби аналізу і синтезу цифрових сигналів» на здобуття наукового ступеня доктора технічних наук за спеціальністю «Радіотехнічні та телевізійні системи».
2015–2020 — член Спеціалізованої Вченої ради в Національному авіаційному університеті.
Автор і співавтор понад 100 наукових праць, редактор і рецензент авторитетних фахових видань. Успішно поєднував наукову та практичну діяльність. Розробив програмні продукти: облік підприємців (Довгинцівський райвиконком м. Кривий Ріг), тарифікація (Криворізька міська станція швидкої допомоги), поліграф (Криворізький міський діагностичний центр), обробка даних акустичного каротажу (партія руднично-шахтної геофізики), програми для обліку роботи автотранспорту, основних засобів, складського обліку, табельного обліку, розрахунку заробітної плати, бухгалтерського обліку; був керівником розробки й проєктувальником інформаційної системи оперативного керування для міського управління охорони здоров'я (м. Кривий Ріг); брав участь у грантовому проєкті Hearttone — програми діагностування вроджених вад серця новонароджених (проєкт в рамках програми Grand Challenges Canada, за фінансування уряду Канади).

## Родина
Був одружений із Вікторією Шелевицькою, доньки - освітянка Ксенія Семенова (Шелевицька) та медик Анастасія Бикова-Шелевицька.